# Ранкові поїзди
«Ранкові поїзди» (рос. «Утренние поезда») — радянський художній фільм 1963 року, знятий на кіностудії «Мосфільм».

## Сюжет
Фільм про робітничу молодь московського заводу-гіганта — історія молодої дівчини Асі, якій довелося пережити багато розчарувань, перш ніж вона знайшла справжніх друзів.

## У ролях
- Людмила Чурсіна —  Тоня
- Лев Пригунов —  Сева
- Люсьєна Овчинникова —  Інна
- Валентина Малявіна —  Ася
- Анатолій Кузнецов —  Павло
- Олександр Кузнецов —  Слава
- Валерій Малишев —  Генка
- Лариса Віккел —  Катя
- Леонід Реутов —  Толік
- Михайло Кононов —  гість на весіллі (немає в титрах)
- Борис Ардов —  Толік (в титрах без імені персонажа)
- М. Бєков — епізод
- Віктор Гераскін —  перукар
- Анатолій Ігнатьєв —  більярдіст
- Юрій Медведєв —  кадровик
- Віктор Чекмарьов —  батько Павла

## Знімальна група
- Сценаристи:  Авенір Зак,  Ісай Кузнецов
- Режисери:  Фрунзе Довлатян,  Лев Мирський
- Оператор:  Сергій Вронський
- Художник:  Олексій Пархоменко
- Композитор:  Леонід Афанасьєв